# BAFTA de melhor edição
O BAFTA de Melhor Edição (no original, em inglês: BAFTA Award for Best Editing) é um prêmio concedido aos melhores montadores de cada ano, desde 1968. Apenas o editor principal do filme é elegível, logo, editores adicionais e de supervisão não podem concorrer.

## Vencedores e indicados

### Década de 1960
| Ano  | Filme                           | Vencedor(es)      |
| ---- | ------------------------------- | ----------------- |
| 1969 | The Graduate                    | Sam O'Steen       |
| 1969 | The Charge of the Light Brigade | Kevin Brownlow    |
| 1969 | Oliver!                         | Ralph Kemplen     |
| 1969 | Romeo and Juliet                | Reginald Mills    |
| 1970 | Midnight Cowboy                 | Hugh A. Robertson |
| 1970 | Bullitt                         | Frank P. Keller   |
| 1970 | Oh! What a Lovely War           | Kevin Connor      |
| 1970 | Z                               | Françoise Bonnot  |

### Década de 1970
| Ano  | Filme                              | Vencedor(es)                                                      |
| ---- | ---------------------------------- | ----------------------------------------------------------------- |
| 1971 | Butch Cassidy and the Sundance Kid | John C. Howard e Richard C. Meyer                                 |
| 1971 | M*A*S*H                            | Danford B. Greene                                                 |
| 1971 | Ryan's Daughter                    | Norman Savage                                                     |
| 1971 | They Shoot Horses, Don't They?     | Fredric Steinkamp                                                 |
| 1972 | Sunday Bloody Sunday               | Richard Marden                                                    |
| 1972 | Fiddler on the Roof                | Antony Gibbs e Robert Lawrence                                    |
| 1972 | Performance                        | Antony Gibbs                                                      |
| 1972 | Taking Off                         | John Carter                                                       |
| 1973 | The French Connection              | Gerald B. Greenberg                                               |
| 1973 | Cabaret                            | David Bretherton                                                  |
| 1973 | A Clockwork Orange                 | Bill Butler                                                       |
| 1973 | Deliverance                        | Tom Priestley                                                     |
| 1974 | The Day of the Jackal              | Ralph Kemplen                                                     |
| 1974 | Charley Varrick                    | Frank Morriss                                                     |
| 1974 | Don't Look Now                     | Graeme Clifford                                                   |
| 1974 | The National Health                | Ralph Sheldon                                                     |
| 1975 | The Conversation                   | Richard Chew e Walter Murch                                       |
| 1975 | Chinatown                          | Sam O'Steen                                                       |
| 1975 | Murder on the Orient Express       | Anne V. Coates                                                    |
| 1975 | The Three Musketeers               | John Victor Smith                                                 |
| 1976 | Dog Day Afternoon                  | Dede Allen                                                        |
| 1976 | The Godfather Part II              | Peter Zinner, Barry Malkin e Richard Marks                        |
| 1976 | Jaws                               | Verna Fields                                                      |
| 1976 | Rollerball                         | Antony Gibbs                                                      |
| 1977 | One Flew Over the Cuckoo's Nest    | Richard Chew, Lynzee Klingman e Sheldon Kahn                      |
| 1977 | All the President's Men            | Robert L. Wolfe                                                   |
| 1977 | Taxi Driver                        | Marcia Lucas, Tom Rolf e Melvin Shapiro                           |
| 1977 | Marathon Man                       | Jim Clark                                                         |
| 1978 | Annie Hall                         | Ralph Rosenblum e Wendy Greene Bricmont                           |
| 1978 | A Bridge Too Far                   | Antony Gibbs                                                      |
| 1978 | Network                            | Alan Heim                                                         |
| 1978 | Rocky                              | Richard Halsey                                                    |
| 1979 | Midnight Express                   | Gerry Hambling                                                    |
| 1979 | Close Encounters of the Third Kind | Michael Kahn                                                      |
| 1979 | Julia                              | Walter Murch                                                      |
| 1979 | Star Wars                          | Paul Hirsch, Marcia Lucas e Richard Chew                          |
| 1980 | The Deer Hunter                    | Peter Zinner                                                      |
| 1980 | Alien                              | Terry Rawlings                                                    |
| 1980 | Apocalypse Now                     | Richard Marks, Walter Murch, Gerald B. Greenberg e Lisa Fruchtman |
| 1980 | Manhattan                          | Susan E. Morse                                                    |

### Década de 1980
| Ano  | Filme                                | Vencedor(es)                     |
| ---- | ------------------------------------ | -------------------------------- |
| 1981 | All That Jazz                        | Alan Heim                        |
| 1981 | The Elephant Man                     | Anne V. Coates                   |
| 1981 | Fame                                 | Gerry Hambling                   |
| 1981 | Kramer vs. Kramer                    | Gerald B. Greenberg              |
| 1982 | Raging Bull                          | Thelma Schoonmaker               |
| 1982 | Chariots of Fire                     | Terry Rawlings                   |
| 1982 | The French Lieutenant's Woman        | John Bloom                       |
| 1982 | Raiders of the Lost Ark              | Michael Kahn                     |
| 1983 | Missing                              | Françoise Bonnot                 |
| 1983 | Blade Runner                         | Terry Rawlings                   |
| 1983 | E.T. the Extra-Terrestrial           | Carol Littleton                  |
| 1983 | Gandhi                               | John Bloom                       |
| 1984 | Flashdance                           | Walt Mulconery e Bud S. Smith    |
| 1984 | The King of Comedy                   | Thelma Schoonmaker               |
| 1984 | Local Hero                           | Michael Bradsell                 |
| 1984 | Zelig                                | Susan E. Morse                   |
| 1985 | The Killing Fields                   | Jim Clark                        |
| 1985 | Another Country                      | Gerry Hambling                   |
| 1985 | Indiana Jones and the Temple of Doom | Michael Kahn                     |
| 1985 | Under Fire                           | John Bloom e Mark Conte          |
| 1986 | Amadeus                              | Michael Chandler e Nena Danevic  |
| 1986 | Back to the Future                   | Arthur Schmidt e Harry Keramidas |
| 1986 | A Chorus Line                        | John Bloom                       |
| 1986 | Witness                              | Thom Noble                       |
| 1987 | The Mission                          | Jim Clark                        |
| 1987 | Hannah and Her Sisters               | Susan E. Morse                   |
| 1987 | Mona Lisa                            | Lesley Walker                    |
| 1987 | A Room with a View                   | Humphrey Dixon                   |
| 1988 | Platoon                              | Claire Simpson                   |
| 1988 | Cry Freedom                          | Lesley Walker                    |
| 1988 | Hope and Glory                       | Ian Crafford                     |
| 1988 | Radio Days                           | Susan E. Morse                   |
| 1989 | Fatal Attraction                     | Peter E. Berger e Michael Kahn   |
| 1989 | A Fish Called Wanda                  | John Jympson                     |
| 1989 | The Last Emperor                     | Gabriella Cristiani              |
| 1989 | Who Framed Roger Rabbit              | Arthur Schmidt                   |
| 1990 | Mississippi Burning                  | Gerry Hambling                   |
| 1990 | Dangerous Liaisons                   | Mick Audsley                     |
| 1990 | Dead Poets Society                   | William M. Anderson              |
| 1990 | Rain Man                             | Stu Linder                       |

### Década de 1990
| Ano  | Filme                               | Vencedor(es)                                                                       |
| ---- | ----------------------------------- | ---------------------------------------------------------------------------------- |
| 1991 | Goodfellas                          | Thelma Schoonmaker                                                                 |
| 1991 | Nuovo Cinema Paradiso               | Mario Morra                                                                        |
| 1991 | Crimes and Misdemeanors             | Susan E. Morse                                                                     |
| 1991 | Dick Tracy                          | Richard Marks                                                                      |
| 1992 | The Commitments                     | Gerry Hambling                                                                     |
| 1992 | Dances with Wolves                  | Neil Travis                                                                        |
| 1992 | The Silence of the Lambs            | Craig McKay                                                                        |
| 1992 | Thelma & Louise                     | Thom Noble                                                                         |
| 1993 | JFK                                 | Joe Hutshing e Pietro Scalia                                                       |
| 1993 | Cape Fear                           | Thelma Schoonmaker                                                                 |
| 1993 | Howards End                         | Andrew Marcus                                                                      |
| 1993 | The Player                          | Geraldine Peroni                                                                   |
| 1993 | Strictly Ballroom                   | Jill Bilcock                                                                       |
| 1994 | Schindler's List                    | Michael Kahn                                                                       |
| 1994 | The Fugitive                        | Dennis Virkler, David Finfer, Dean Goodhill, Don Brochu, Richard Nord e Dov Hoenig |
| 1994 | In the Line of Fire                 | Anne V. Coates                                                                     |
| 1994 | The Piano                           | Veronika Jenet                                                                     |
| 1995 | Speed                               | John Wright                                                                        |
| 1995 | Forrest Gump                        | Arthur Schmidt                                                                     |
| 1995 | Four Weddings and a Funeral         | Jon Gregory                                                                        |
| 1995 | Pulp Fiction                        | Sally Menke                                                                        |
| 1996 | The Usual Suspects                  | John Ottman                                                                        |
| 1996 | Apollo 13                           | Mike Hill e Daniel P. Hanley                                                       |
| 1996 | Babe                                | Marcus D'Arcy e Jay Friedkin                                                       |
| 1996 | The Madness of King George          | Tariq Anwar                                                                        |
| 1997 | The English Patient                 | Walter Murch                                                                       |
| 1997 | Fargo                               | Roderick Jaynes                                                                    |
| 1997 | Evita                               | Gerry Hambling                                                                     |
| 1997 | Shine                               | Pip Karmel                                                                         |
| 1998 | L.A. Confidential                   | Peter Honess                                                                       |
| 1998 | The Full Monty                      | Nick Moore e David Freeman                                                         |
| 1998 | Romeo + Juliet                      | Jill Bilcock                                                                       |
| 1998 | Titanic                             | Conrad Buff IV, James Cameron e Richard A. Harris                                  |
| 1999 | Shakespeare in Love                 | David Gamble                                                                       |
| 1999 | Elizabeth                           | Jill Bilcock                                                                       |
| 1999 | Lock, Stock and Two Smoking Barrels | Niven Howie                                                                        |
| 1999 | Saving Private Ryan                 | Michael Kahn                                                                       |
| 2000 | American Beauty                     | Tariq Anwar e Christopher Greenbury                                                |
| 2000 | Being John Malkovich                | Eric Zumbrunnen                                                                    |
| 2000 | The Matrix                          | Zach Staenberg                                                                     |
| 2000 | The Sixth Sense                     | Andrew Mondshein                                                                   |

### Década de 2000
| Ano  | Filme                                             | Vencedor(es)                                       |
| ---- | ------------------------------------------------- | -------------------------------------------------- |
| 2001 | Gladiator                                         | Pietro Scalia                                      |
| 2001 | Billy Elliot                                      | John Wilson                                        |
| 2001 | Wo hu cang long (Crouching Tiger, Hidden Dragon)  | Tim Squyres                                        |
| 2001 | Erin Brockovich                                   | Anne V. Coates                                     |
| 2001 | Traffic                                           | Stephen Mirrione                                   |
| 2002 | Mulholland Drive                                  | Mary Sweeney                                       |
| 2002 | Le fabuleux destin d'Amélie Poulain               | Hervé Schneid                                      |
| 2002 | Black Hawk Down                                   | Pietro Scalia                                      |
| 2002 | The Lord of the Rings: The Fellowship of the Ring | John Gilbert                                       |
| 2002 | Moulin Rouge!                                     | Jill Bilcock                                       |
| 2003 | Cidade de Deus (City of God)                      | Daniel Rezende                                     |
| 2003 | Chicago                                           | Martin Walsh                                       |
| 2003 | Gangs of New York                                 | Thelma Schoonmaker                                 |
| 2003 | The Hours                                         | Peter Boyle                                        |
| 2003 | The Lord of the Rings: The Two Towers             | Michael J. Horton                                  |
| 2004 | Lost in Translation                               | Sarah Flack                                        |
| 2004 | 21 Grams                                          | Stephen Mirrione                                   |
| 2004 | Cold Mountain                                     | Walter Murch                                       |
| 2004 | Kill Bill (Volume 1)                              | Sally Menke                                        |
| 2004 | The Lord of the Rings: The Return of the King     | Jamie Selkirk                                      |
| 2005 | Eternal Sunshine of the Spotless Mind             | Valdís Óskarsdóttir                                |
| 2005 | The Aviator                                       | Thelma Schoonmaker                                 |
| 2005 | Collateral                                        | Jim Miller e Paul Rubell                           |
| 2005 | Shi mian mai fu (House of Flying Daggers)         | Long Cheng                                         |
| 2005 | Vera Drake                                        | Jim Clark                                          |
| 2006 | The Constant Gardener                             | Claire Simpson                                     |
| 2006 | Brokeback Mountain                                | Geraldine Peroni e Dylan Tichenor                  |
| 2006 | Crash                                             | Hughes Winborne                                    |
| 2006 | Good Night, and Good Luck.                        | Stephen Mirrione                                   |
| 2006 | La marche de l'empereur (March of the Penguins)   | Sabine Emiliani                                    |
| 2007 | United 93                                         | Clare Douglas, Richard Pearson e Christopher Rouse |
| 2007 | Babel                                             | Stephen Mirrione e Douglas Crise                   |
| 2007 | Casino Royale                                     | Stuart Baird                                       |
| 2007 | The Departed                                      | Thelma Schoonmaker                                 |
| 2007 | The Queen                                         | Lucia Zucchetti                                    |
| 2008 | The Bourne Ultimatum                              | Christopher Rouse                                  |
| 2008 | American Gangster                                 | Pietro Scalia                                      |
| 2008 | Atonement                                         | Paul Tothill                                       |
| 2008 | Michael Clayton                                   | John Gilroy                                        |
| 2008 | No Country for Old Men                            | Roderick Jaynes                                    |
| 2009 | Slumdog Millionaire                               | Chris Dickens                                      |
| 2009 | Changeling                                        | Joel Cox e Gary D. Roach                           |
| 2009 | The Curious Case of Benjamin Button               | Kirk Baxter e Angus Wall                           |
| 2009 | The Dark Knight                                   | Lee Smith                                          |
| 2009 | Frost/Nixon                                       | Daniel P. Hanley e Mike Hill                       |
| 2009 | In Bruges                                         | Jon Gregory                                        |
| 2010 | The Hurt Locker                                   | Chris Innis e Bob Murawski                         |
| 2010 | Avatar                                            | James Cameron, John Refoua e Stephen E. Rivkin     |
| 2010 | District 9                                        | Julian Clarke                                      |
| 2010 | Inglourious Basterds                              | Sally Menke                                        |
| 2010 | Up in the Air                                     | Dana E. Glauberman                                 |

### Década de 2010
| Ano  | Filme                                     | Vencedor(es)                           |
| ---- | ----------------------------------------- | -------------------------------------- |
| 2011 | The Social Network                        | Kirk Baxter e Angus Wall               |
| 2011 | 127 Hours                                 | Jon Harris                             |
| 2011 | Black Swan                                | Andrew Weisblum                        |
| 2011 | Inception                                 | Lee Smith                              |
| 2011 | The King's Speech                         | Tariq Anwar                            |
| 2012 | Senna                                     | Chris King e Gregers Sall              |
| 2012 | The Artist                                | Anne-Sophie Bion e Michel Hazanavicius |
| 2012 | Drive                                     | Mat Newman                             |
| 2012 | Hugo                                      | Thelma Schoonmaker                     |
| 2012 | Tinker Tailor Soldier Spy                 | Dino Jonsäter                          |
| 2013 | Argo                                      | William Goldenberg                     |
| 2013 | Django Unchained                          | Fred Raskin                            |
| 2013 | Life of Pi                                | Tim Squyres                            |
| 2013 | Skyfall                                   | Stuart Baird                           |
| 2013 | Zero Dark Thirty                          | Dylan Tichenor e William Goldenberg    |
| 2014 | Rush                                      | Daniel P. Hanley e Mike Hill           |
| 2014 | 12 Years a Slave                          | Joe Walker                             |
| 2014 | Captain Phillips                          | Christopher Rouse                      |
| 2014 | Gravity                                   | Alfonso Cuarón e Mark Sanger           |
| 2014 | The Wolf of Wall Street                   | Thelma Schoonmaker                     |
| 2015 | Whiplash                                  | Tom Cross                              |
| 2015 | Birdman                                   | Douglas Crise e Stephen Mirrione       |
| 2015 | The Grand Budapest Hotel                  | Barney Pilling                         |
| 2015 | The Imitation Game                        | William Goldenberg                     |
| 2015 | Nightcrawler                              | John Gilroy                            |
| 2015 | The Theory of Everything                  | Jinx Godfrey                           |
| 2016 | Mad Max: Fury Road                        | Margaret Sixel                         |
| 2016 | The Big Short                             | Hank Corwin                            |
| 2016 | Bridge of Spies                           | Michael Kahn                           |
| 2016 | The Martian                               | Pietro Scalia                          |
| 2016 | The Revenant                              | Stephen Mirrione                       |
| 2017 | Hacksaw Ridge                             | John Gilbert                           |
| 2017 | Arrival                                   | Joe Walker                             |
| 2017 | La La Land                                | Tom Cross                              |
| 2017 | Manchester by the Sea                     | Jennifer Lame                          |
| 2017 | Nocturnal Animals                         | Joan Sobel                             |
| 2018 | Baby Driver                               | Paul Machliss e Jonathan Amos          |
| 2018 | Blade Runner 2049                         | Joe Walker                             |
| 2018 | Dunkirk                                   | Lee Smith                              |
| 2018 | The Shape of Water                        | Sidney Wolinsky                        |
| 2018 | Three Billboards Outside Ebbing, Missouri | Jon Gregory                            |
| 2019 | Vice                                      | Hank Corwin                            |
| 2019 | Bohemian Rhapsody                         | John Ottman                            |
| 2019 | The Favourite                             | Yorgos Mavropsaridis                   |
| 2019 | First Man                                 | Tom Cross                              |
| 2019 | Roma                                      | Alfonso Cuarón e Adam Gough            |
| 2020 | Ford v Ferrari                            | Andrew Buckland e Michael McCusker     |
| 2020 | The Irishman                              | Thelma Schoonmaker                     |
| 2020 | Jojo Rabbit                               | Tom Eagles                             |
| 2020 | Joker                                     | Jeff Groth                             |
| 2020 | Once Upon a Time in Hollywood             | Fred Raskin                            |

### Década de 2020
| Ano  | Filme                             | Vencedor(es)                  |
| ---- | --------------------------------- | ----------------------------- |
| 2021 | Sound of Metal                    | Mikkel E. G. Nielsen          |
| 2021 | The Father                        | Yorgos Lamprinos              |
| 2021 | Nomadland                         | Chloé Zhao                    |
| 2021 | Promising Young Woman             | Frédéric Thoraval             |
| 2021 | The Trial of the Chicago 7        | Alan Baumgarten               |
| 2022 | No Time to Die                    | Tom Cross e Elliot Graham     |
| 2022 | Belfast                           | Úna Ní Dhonghaíle             |
| 2022 | Dune                              | Joe Walker                    |
| 2022 | Licorice Pizza                    | Andy Jurgensen                |
| 2022 | Summer of Soul                    | Joshua L. Pearson             |
| 2023 | Everything Everywhere All at Once | Paul Rogers                   |
| 2023 | Im Westen nichts Neues            | Sven Budelmann                |
| 2023 | The Banshees of Inisherin         | Mikkel E. G. Nielsen          |
| 2023 | Elvis                             | Jonathan Redmond e Matt Villa |
| 2023 | Top Gun: Maverick                 | Eddie Hamilton                |
| 2024 | Oppenheimer                       | Jennifer Lame                 |
| 2024 | Poor Things                       | Yorgos Mavropsaridis          |
| 2024 | Anatomie d'une chute              | Laurent Sénéchal              |
| 2024 | The Zone of Interest              | Paul Watts                    |
| 2024 | Killers of the Flower Moon        | Thelma Schoonmaker            |
| 2025 | Conclave                          | Nick Emerson                  |
| 2025 | Anora                             | Sean Baker                    |
| 2025 | Kneecap                           | Julian Ulrichs e Chris Gill   |
| 2025 | Emilia Pérez                      | Juliette Welfling             |
| 2025 | Dune: Part Two                    | Joe Walker                    |